# Славянско котенце
Славянското котенце (Pulsatilla slaviankae) е вид многогодишно тревисто растение от семейство Лютикови (Ranunculaceae). Видът е включен в Червената книга на България като застрашен от изчезване.

## Разпространение
Разпространен е в България, Гърция и Северна Македония.
В България се среща в Славянка и Пирин на надморска височина от 1000 до 1700 метра.